# Duchi (district)
Duchi est un district dans le nord de la province de Baghlan (Afghanistan), qui accueille 30 000 habitants. Plusieurs ethnies y sont présentes : les Hazaras, les Tajiks, etc.